# Билогорски партизански одред
Билогорски народноослободилачки партизански (НОП) одред је био партизанска јединица у саставу Народноослободилачке војске и партизанских одреда Југославије током Другог светског рата у Хрватској.

## Историјат
Формиран 29. јуна 1943. у селу Гакову (код Грубишног Поља) у јачини од два батаљона. Стављен је у почетку под непосредну команду Штаба 2. хрватског корпуса НОВЈ-а. од 1. септембра је у саставу Западне групе НОП одреда 6. корпуса НОВЈ. До краја 1943. извео низ успешних диверзија на пругама Крижевци—Бјеловар—Клоштар и Бјеловар—Велика Писаница, нападао мање посаде, а нарочито се истакао 17. децембра у борби код села Шпишич-Буковице (код Вировитице). Почетком јануара 1944. имао је три батаљона, Грубишнопољску и Болничку чету, и вод за везу, укупно 576 бораца. Његов 1. батаљон прелази 11. јануара у 28. дивизију ради попуне њених делова. Одред у јануару 1944. ослобађа Ђурђевац и успешно се бори против немачких и усташко-домобранских снага код Великог Тројства (близу Бјеловара), у фебруару код села  Гакова, у марту код Шпишић–Буковице, у априлу код Вировитице и у јуну код села Великог Грђевца и села Велике Писанице. У јулу је имао четири батаљона (од тога један допунски), болничку чету и вод за везу, укупно 612 бораца. За све то време одбијао је повремене испаде непријатеља на слободну територију Било-горе. Од одреда формирана је у периоду од 24. до 26. августа 1944. Вировитичка бригада 40. дивизије НОВЈ.